# Mantoulaye Guène
Mantoulaye Guène, née en 1939 à Dakar et morte le 19 janvier 1991 dans la même ville, est une femme politique sénégalaise, membre du Parti socialiste. 

## Biographie
Mantoulaye Guène est élue à l'Assemblée nationale en 1983. Réélue en 1988, elle meurt au cours de son mandat, en 1991.
Du 20 octobre 1987 au 5 avril 1988, elle est ministre du Développement social.